# Болеян, Морис
Мо́рис Болея́н (арм. Մորիս Բոլեյան; род. 25 декабря 1998, Ереван, Армения) — российский боец смешанных единоборств армянского происхождения, представитель наилегчайшей весовой категории. Выступает на профессиональном уровне с 2018 года, бывший чемпион AMC Fight Nights Global в наилегчайшем весе, ныне — боец ONE Fighting Championship.

## Биография
Карьеру профессионального бойца в смешанных единоборствах начал в 2018 году. Дебютировал на турнире «100% Fight 37 — Smashing Machines», выиграв своего противника сабмишном.
Выступал на турнирах Fight Nights Global, GFC 13 — Gorilla Fighting 13, GR Promotion — Thunder 14, 100 % Fight 37 — Smashing Machines. Представляет команду «Snake Team».
22 января 2021 года (в свои 22 года) стал чемпионом крупной российской организации AMC Fight Nights Global (AMC FNG), победив Анатолия Кондратьева удушающим приемом (треугольник).

### ONE Championship
13 апреля 2023 года боец сообщил, что подписал контракт с сингапурским промоушеном ONE Championship. Морис будет выступать в легчайшем весе до 61 кг.
12 мая 2023 года дебютировал в организации на турнире ONE Friday Fights 16. Морис задушил своего соперника из Бразилии, обладателя черного пояса по бразильскому джиу-джитсу Фелипе Силву в конце первого раунда.

### ARES Fighting Championship
10 февраля 2024 года было объявлено, что Болеян подписал контракт с французской организацией ARES и будет выступать в легчайшем весе.

## Титулы и достижения
AMC Fight Nights Global
- Чемпион в наилегчайшем весе (один раз, одна защита).

## Статистика в профессиональном ММА
| Боёв 8   | Побед 8 | Поражений 0 |
| -------- | ------- | ----------- |
| Нокаутом | 0       | 0           |
| Сдачей   | 8       | 0           |
| Решением | 0       | 0           |

| Результат | Рекорд | Соперник                | Способ                        | Турнир                           | Дата             | Раунд | Время | Место                | Примечание                                         |
| --------- | ------ | ----------------------- | ----------------------------- | -------------------------------- | ---------------- | ----- | ----- | -------------------- | -------------------------------------------------- |
| Победа    | 8-0    | Баатарчулуун Гантогтокх | Удушающий приём (гильотина)   | ONE Friday Fights 37             | 20 октября 2023  | 1     | 2:23  | Бангкок, Таиланд     |                                                    |
| Победа    | 7-0    | Фелипе Силва            | Удушающий приём (сзади)       | ONE Friday Fights 16             | 12 мая 2023      | 1     | 4:25  | Бангкок, Таиланд     | Дебют в ONE                                        |
| Победа    | 6-0    | Азизхан Чоршанбиев      | Удушающий приём (треугольник) | AMC Fight Nights 103             | 15 июля 2021     | 1     | 3:16  | Сочи, Россия         | Защитил (1) титул чемпиона AMC в наилегчайшем весе |
| Победа    | 5-0    | Анатолий Кондратьев     | Удушающий приём (треугольник) | AMC Fight Nights & Steel Heart   | 22 января 2021   | 2     | 3:45  | Магнитогорск, Россия | Завоевал титул чемпиона AMC в наилегчайшем весе    |
| Победа    | 4-0    | Баир Асалханов          | Удушающий приём (гильотина)   | Fight Nights Global 97: Kalmykia | 19 сентября 2020 | 1     | 4:08  | Элиста, Россия       | Дебют в AMC                                        |
| Победа    | 3-0    | Ованес Газарян          | Удушающий приём (сзади)       | GFC 13 & Mix Fight Events 42     | 6 июля 2019      | 1     | 3:20  | Ереван, Армения      |                                                    |
| Победа    | 2-0    | Нурсултан Абдурасул     | Удушающий приём (сзади)       | Thunder 14                       | 25 мая 2019      | 2     | 2:32  | Москва, Россия       |                                                    |
| Победа    | 1-0    | Жианни Фернандес        | Удушающий приём (сзади)       | 100% Fight 37: Smashing Machines | 3 ноября 2018    | 1     | 1:03  | Париж, Франция       |                                                    |